# 白石乡 (桑植县)
白石乡，是中华人民共和国湖南省张家界市桑植县下辖的一个乡镇级行政单位。

## 行政区划
白石乡下辖以下地区：
莲花村、李坪村、桥沟村、双狮村、岩门村、白石村、谷村、廖城村、新华村、长益村、龙泉村和岩路村。